# Powrót Sherlocka Holmesa
Powrót Sherlocka Holmesa (ang. The Return of Sherlock Holmes) – zbiór 13 opowiadań angielskiego pisarza sir Arthura Conana Doyle’a, ilustrowany przez Sidneya Pageta w „The Strand Magazine” i Frederica Dorr Steele w „Collier’s Weekly”. Opublikowany był po raz pierwszy w latach 1903–1904 w obydwu angielskich gazetach. Całość opublikowano w marcu 1905 roku.
Opowiadania zostały zekranizowany m.in. w latach 1986–1988 w serialu brytyjskim Powrót Sherlocka Holmesa z Jeremym Brettem i Edwardem Hardwickem w rolach głównych.

## Fabuła
Doyle, pod naciskiem czytelników, zmienił pierwotnie planowany rozwój wydarzeń. Mimo iż wcześniej postanowił uśmiercić słynnego detektywa, który miał zginąć w walce z profesorem Moriartym, zdecydował się przywrócić Holmesa do swych opowiadań. Jak dowiadujemy się w opowiadaniu Pusty dom, Holmes tak naprawdę nie spadł do wodospadu Reichenbach, gdyż wykorzystał swoje umiejętności w zakresie „baritsu”, tym samym ratując swoje życie. Postanawiając usunąć się w cień i dopaść resztę zbrodniarzy z szajki Moriarty’ego, detektyw robi wszystko, aby wszyscy myśleli, iż on również wpadł w otchłań alpejskiego wodospadu, co skutecznie mu się udaje. Rozwiązując pierwszą zagadkę po swoim powrocie, Holmes przyczynia się do schwytania pułkownika Morana, bliskiego przyjaciela profesora, który poza jego bratem Mycroftem jako jedyny wiedział, że detektyw żyje, gdyż widział go nad wodospadem.
W pozostałych opowiadaniach Sherlock Holmes rozwiązuje skomplikowane zagadki tak samo, jak za dawnych lat, przy użyciu dedukcji i swego genialnego umysłu detektywa.

## Spis utworów
- Pusty dom (ang. The Adventure of the Empty House, pierwsze wydanie we wrześniu 1903 roku)
- Przedsiębiorca budowlany z Norwood (The Adventure of the Norwood Builder, październik 1903)
- Tańczące sylwetki (The Adventure of the Dancing Men, grudzień 1903)
- Samotna cyklistka (The Adventure of the Solitary Cyclist, grudzień 1903)
- Szkoła klasztorna, znane także jako Zniknięcie młodego lorda (The Adventure of the Priory School, styczeń 1904)
- Czarny Piotr (The Adventure of Black Peter, luty 1904)
- Charles Augustus Milverton (The Adventure of Charles Augustus Milverton, marzec 1904)
- Sześć popiersi Napoleona (The Adventure of the Six Napoleons, kwiecień 1904)
- Trzej studenci (The Adventure of the Three Students, czerwiec 1904)
- Złote binokle (The Adventure of the Golden Pince-Nez, lipiec 1904)
- Zaginiony sportowiec (The Adventure of the Missing Three-Quarter, sierpień 1904)
- Abbey Grange (The Adventure of the Abbey Grange, wrzesień 1904)
- Druga plama (The Adventure of the Second Stain, grudzień 1904)